# Piwnice (Koejavië-Pommeren)
Piwnice is een dorp in de Poolse woiwodschap Koejavië-Pommeren. De plaats maakt deel uit van de gemeente Łysomice en telt 300 inwoners.